# Jrarat, Kotayk
Jrarat là một đô thị thuộc tỉnh Kotayk, Armenia. Dân số ước tính năm 2011 là 591 người.